# Кушки
Ку́шки (рос. Кушки, ерз. Кушки) — село у складі Темниковського району Мордовії, Росія. Входить до складу Бабеєвського сільського поселення.
Населення — 317 осіб (2010; 350 у 2002).
Національний склад (станом на 2002 рік):
- росіяни — 46 %
- мордва — 45 %